# Captain Morgan's Revenge
Albums de Alestorm
Terror on the High Seas
(2006) Leviathan
(2008)
Captain Morgan's Revenge est le premier album studio du groupe metal écossais Alestorm. Il est paru le 25 janvier 2008, sur le label Napalm Records. Pour célébrer les 10 ans de la sortie de l'album, une édition remasterisée  produite par le même producteur que l'original sort en 2018.
Le dernier titre de l'album, Flower of Scotland est une reprise de l'hymne national écossais non officiel. 
Les titres 1 et 4 figuraient dans la liste des titres de l'EP Battleheart. Quant aux titres 6, 7 et 9, ils figuraient dans celle de l'EP Terror On The High Seas, sortis tous les deux en 2006, alors que le groupe s'appelait encore Battleheart.

## Composition du groupe

### Alestorm
- Christopher Bowes - Clavier et Chant
- Gavin Harper - Guitare
- Dani Evans - Basse
- Ian Wilson - Batterie

### Artistes ayant contribué
- Brendan Casey - Basse
- Lasse Lamert - Vibraslap, Tambourin
- Ian Wilson - Percussions

## Pistes de l'album
1. Over the Seas (03:55)
2. Captain Morgan's Revenge (06:42)
3. The Huntmaster (04:59)
4. Nancy the Tavern Wench (Continued) (04:52)
5. Death Before the Mast (03:17)
6. Terror on the High Seas (03:51)
7. Set Sail and Conquer (04:38)
8. Of Treasure (02:58)
9. Wenches & Mead (03:42)
10. Flower of Scotland (The Corries cover) (02:37)